# Evelina Paoli
Evelina Paoli, nome d'arte di Lina Vianello (Firenze, 30 marzo 1878 – Bologna, 28 dicembre 1972), è stata un'attrice italiana.

## Biografia
Nata nel 1878 in una famiglia della ricca borghesia fiorentina, Evelina Paoli iniziò la sua carriera teatrale alla fine dell'Ottocento, all'età di diciotto anni, nella compagnia di Achille Vitti, passando in seguito a quella del Teatro Fiorentini di Napoli, diretto all'epoca da Cesare Rossi ed Andrea Maggi. All'inizio del '900 entrò come attrice giovane nella compagnia di Eleonora Duse, con la quale fu in tournée nel periodo 1900-1902.
Nel 1904-1905 con la Compagnia di Mario Fumagalli. Tra le interpretazioni del periodo il ruolo di Angizia nella prima assoluta de La fiaccola sotto il moggio.
A fine 1905 entrò nella Compagnia Stabile Romana del Teatro Argentina di Roma diretta da Eduardo Boutet rinunciando, con il marito Leone Papa, al contratto già firmato con Irma Gramatica. A Ferruccio Garavaglia, ottenuta la direzione della Compagnia, venne affidato il compito di organizzare la nuova tragedia di Gabriele D'Annunzio, La nave, e a Evelina Paoli l'interpretazione della protagonista Basiliola.
Nel triennio 1909-1912 in ditta con Flavio Andò, anche direttore, e Antonio Gandusio con i quali formò la compagnia Andò-Paoli-Gandusio. Nel 1912 prima attrice con Ruggero Ruggeri. Nel 1913 prima attrice nella Compagnia dei grandi spettacoli diretta da Gualtiero Tumiati. Nel 1914-1915 fondò una nuova compagnia con Alfredo De Antoni e Cesare Dondini, anche direttore. Il 16 giugno 1915 al Teatro Argentina di Roma venne ripresa La nave di Gabriele D'Annunzio che riscontrò molto successo nel clima antiaustriaco di quei giorni.
Si avvicinò al cinema a metà degli anni dieci, apparendo nei film Silvio Pellico di Livio Pavanelli (1915) e Il piacere di Amleto Palermi (1918).
Dopo il 1918 si ritirò dalle scene per motivi di salute e riprese a recitare nel 1930 al Teatro greco di Siracusa con Giovanna Scotto e Corrado Racca, poi con la compagnia di Lamberto Picasso (1932), con la compagnia Merlini-Cimara-Tofano (1932-33), con la compagnia di Alfredo De Sanctis (1934-35), con i Carri di Tespi del 1938 e del 1939.
Dal 1932 al 1948 fu attiva nuovamente nel cinema, in brevi ruoli da anziana caratterista, tra le quali Hanno rapito un uomo di Gennaro Righelli (1938), Noi vivi di Goffredo Alessandrini (1942).
Vedova del regista Enrico Guazzoni, nel 1956 andò a vivere nella Casa di riposo per artisti drammatici Lyda Borelli di Bologna, dove morì nel 1972, all'età di novantaquattro anni, in seguito ad una trombosi cerebrale.

## Filmografia

Evelina Paoli nel film Un garibaldino al convento (1942)

- Silvio Pellico, regia di Livio Pavanelli (1915)
- Il piacere, regia di Amleto Palermi (1918)
- Venere, regia di Nicola Fausto Neroni (1932)
- Una notte con te, regia di Emmerich Wojtek Emo e Ferruccio Biancini (1933)
- Pierpin, regia di Duilio Coletti (1935)
- Re burlone, regia di Enrico Guazzoni (1935)
- Hanno rapito un uomo, regia di Gennaro Righelli (1938)
- Se quell'idiota ci pensasse..., regia di Nino Giannini (1939)
- Belle o brutte si sposan tutte..., regia di Carlo Ludovico Bragaglia (1939)
- Dora Nelson, regia di Mario Soldati (1939)
- La granduchessa si diverte, regia di Giacomo Gentilomo (1940)
- Idillio a Budapest, regia di Giorgio Ansoldi e Gabriele Varriale (1941)
- Il vagabondo, regia di Carlo Borghesio (1941)
- Un garibaldino al convento, regia di Vittorio De Sica (1942)
- Perdizione, regia di Carlo Campogalliani (1942)
- Noi vivi, regia di Goffredo Alessandrini (1942)
- Addio Kira!, regia di Goffredo Alessandrini (1942)
- La fanciulla dell'altra riva, regia di Piero Ballerini (1942)
- Sogno d'amore, regia di Ferdinando Maria Poggioli (1943)
- Addio, amore!, regia di Gianni Franciolini (1943)
- L'abito nero da sposa, regia di Luigi Zampa (1945)
- Il marito povero, regia di Gaetano Amata (1946)
- La Certosa di Parma, regia di Christian-Jaque (1947)
- Rocambole, regia di Jacques de Baroncelli (1947)
- La rivincita di Baccarat (La Revanche de Baccarat), regia di Jacques de Baroncelli (1948)
- Il barone Carlo Mazza, regia di Guido Brignone (1948)

## Doppiatrici italiane
- Giovanna Scotto in Addio Kira!, L'abito nero da sposa, Noi vivi
- Tina Lattanzi in Il vagabondo

## Prosa radiofonica EIAR
- I ragazzi, di Antonio Greppi, 5 dicembre 1935
- Milizia territoriale, di Aldo De Benedetti, regia di Aldo Silvani, 22 gennaio 1937.
- Il pericolo rosa, di Serafin e Joaquin Álvarez Quintero, regia di Aldo Silvani, 20 maggio 1937.
- Raggio di sole di Amedeo Gherardini, regia di Gherardo Gherardi, trasmessa il 7 giugno 1937.
- I figlioli, di Vincenzo Fraschetti, regia di Aldo Silvani, 23 giugno 1937.
- Mani in alto (O la borsa o la vita), di Guglielmo Giannini, regia di Aldo Silvani, 26 agosto 1937.
- Il mondo della noia, di  Édouard Pailleron, regia di Aldo Silvani, 17 novembre 1937.

## Teatro
elenco parziale:
- Magda, di Hermann Sudermann, Londra, Lyceum Theatre, 10 maggio 1900.
- La seconda moglie, di Arthur Wing Pinero, Londra, Lyceum Theatre, 12 maggio 1900.
- La gioconda, di Gabriele D'Annunzio, Londra, Lyceum Theatre, 14 maggio 1900.
- Fédora, di Victorien Sardou, Londra, Lyceum Theatre, 16 maggio 1900.
- La Princesse Georges,di Alexandre Dumas (figlio), Londra, Lyceum Theatre, 18 maggio 1900.
- La Dame aux camélias, di Alexandre Dumas (figlio), Londra, Lyceum Theatre, 4 giugno 1900.
- L’altro pericolo, di Maurice Donnay, Milano, Teatro Manzoni, 20 marzo 1903
- La fiaccola sotto il moggio, di Gabriele D'Annunzio, Compagnia Fumagalli, Milano, Teatro Manzoni, 27 marzo 1905.
- Il ventaglio di Lady Windermere, di Oscar Wilde, Compagnia Fumagalli, 1905
- Giulio Cesare, di William Shakespeare, Roma, Teatro Argentina, 19 dicembre 1905.
- La crisi, di Marco Praga, Roma, Teatro Argentina, 21 gennaio 1906
- La fiaccola sotto il moggio, di Gabriele D'Annunzio, Roma, Teatro Argentina, 2 marzo 1906.
- Orestiade, di Eschilo, Roma, Teatro Argentina, 15 aprile 1906.
- Carlotta Corday, di Enrico Corradini, Napoli, Teatro Sannazzaro, 15 novembre 1906
- I fantasmi, di Roberto Bracco, Napoli, Teatro Sannazzaro, 18 novembre 1906
- La flotta degli emigranti, di Vincenzo Morello, Roma, Teatro Argentina, 10 gennaio 1907
- Dina, di Alfredo Oriani, Roma, Teatro Argentina, 26 febbraio 1907
- La nave, di Gabriele D'Annunzio, Roma, Teatro Argentina, 11 gennaio 1908.
- Steeple-chase, di Giacomo Pozzi-Bellini, Roma, Teatro Valle, 10 maggio 1909
- Molière e sua moglie, di Gerolamo Rovetta, Roma Teatro Valle, 18 maggio 1909
- Simona, di Eugène Brieux, Torino, Teatro Alfieri, 17 settembre 1909
- Fra uomini e macchine, di Oskar Bendiener, Torino, Teatro Alfieri, 17 settembre 1909
- I due uomini, di Alfred Capus, Torino, Teatro Alfieri, 24 settembre 1909
- Nel paese della fortuna, di Enrico Annibale Butti, Torino, Teatro Alfieri, 8 ottobre 1909
- I mariti, di Achille Torelli, Milano, Teatro Manzoni, 1 novembre 1909
- Nuda, di Washington Borg, Milano, Teatro Manzoni, 8 novembre 1909
- Suo padre, di Albert Guinon, Milano, Teatro Manzoni, 26 novembre 1909
- Il matrimonio di Rirì, di Silvio Zambaldi, Milano, Teatro Manzoni, 29 novembre 1909
- I nostri intimi, di Victorien Sardou, Milano, Teatro Manzoni, 1 dicembre 1909
- La zampa del gatto, di Giuseppe Giacosa, Milano, Teatro Manzoni, 4 dicembre 1909
- Padre e figlio, di Hesmann, Milano, Teatro Manzoni, 6 dicembre 1909
- La civetta, di Giannino Antona Traversi, Milano, Teatro Manzoni, 10 dicembre 1909
- La casa da vendere, di Henri Meilhac e Ludovic Halévy, Milano, Teatro Manzoni, 10 dicembre 1909
- Madre, di Giannino Antona Traversi, Milano, Teatro Manzoni, 14 dicembre 1909
- L'ultimo Doge, di Mario Maria Martini, Genova, Teatro Margherita, 21 gennaio 1910
- Romanticismo, di Gerolamo Rovetta, Milano, Teatro Lirico, 17 maggio 1910
- La piccola cioccolataia, di Paul Gavault, Milano, Teatro Lirico, 19 maggio 1910
- Spine entro il lido, di Ercole Rivalta, Milano, Teatro Lirico, 10 giugno 1910
- La sorte del gioco, di Cosimo Giorgieri Contri, Torino, Teatro Alfieri, 28 novembre 1910
- Il perfetto amore, di Roberto Bracco, Milano, Teatro Manzoni, 13 gennaio 1911
- La buona intenzione, di Francis de Croisset, Milano, Teatro Manzoni, 9 febbraio 1911
- Fuoco sotto la cenere, di Francis de Croisset, Milano, Teatro Manzoni, 18 febbraio 1911
- Monegenod, di Marcel Gerbidon, Milano, Teatro Manzoni, 18 febbraio 1911
- La serva amorosa, di Carlo Goldoni, Milano, Teatro Manzoni, 20 febbraio 1911
- Il braccialetto, di Giannino Antona Traversi, Milano, Teatro Manzoni, 20 febbraio 1911
- Una partita a scacchi, di Giuseppe Giacosa, Milano, Teatro Olimpia, 18 giugno 1911
- Il perfetto amore, di Roberto Bracco, Milano, Teatro Olimpia, 19 giugno 1911
- L'apostolo, di Paul Hyacinthe Loyson, Milano, Teatro Olimpia, 23 giugno 1911
- Dopo di me, di Henri Bernstein, Milano, Teatro Olimpia, 5 settembre 1911
- Ad armi corte e L’infedele, di Roberto Bracco, Milano, Teatro Manzoni, 19 febbraio 1912
- La fiammata, di Henri Kistemaekers, Milano, Teatro Trianon, 12 luglio 1912
- Alberto da Giussano, di Domenico Tumiati, Milano, Teatro Lirico, 12 febbraio 1913
- Agrippina minore, di Alberto Pelaez d’Avoine,  Milano, Teatro Lirico, 25 febbraio 1913
- Salomè, di Oscar Wilde, Milano, Teatro Lirico, 1 marzo 1913
- La Gorgona, di Sem Benelli, Trieste, Politeama Rossetti, 14 marzo 1913
- Ifigenia in Aulide, di Euripide, regia di Corrado Racca, Siracusa, 26 aprile 1930
- Agamennone, di Eschilo, regia di Corrado Racca, Siracusa, 27 aprile 1930
- Un uomo da rifare, di Luigi Chiarelli, regia di Lamberto Picasso, Milano, Teatro Manzoni, 27 gennaio 1932
- Tre, rosso, dispari, di Denis Amiel, Torino, Teatro Chiarella, 11 giugno 1932
- Ondulazioni, di Salvator Gotta e Sergio Pugliese, Roma, Teatro Valle, 22 marzo 1933
- Romolo, di Giovanni Cavicchioli, regia di Nando Tamberlani, Roma, Basilica di Massenzio, 3 agosto 1934
- I pescicani, di Dario Niccodemi, Milano, Teatro Manzoni, 24 novembre 1934
- Ombre di ieri, di Alessandro De Stefani, Milano, Teatro Manzoni, 1 dicembre 1934
- Le Coefore, di Eschilo, regia di Guido Salvini, Vicenza, Teatro Olimpico, 21 settembre 1935
- Scampolo, di Dario Niccodemi, regia di Luigi Almirante, Civita Castellana, 25 giugno 1938
- Ecco la fortuna, di Gaspare Cataldo e Alessandro De Stefani, regia di Luigi Almirante, Civita Castellana, 25 giugno 1938
- Mi sono sposato, di Guglielmo Zorzi, regia di Marcello Giorda, Anzio, 27 giugno 1939
- La signora è partita, di Gaspare Cataldo, regia di Marcello Giorda, Anzio, 27 giugno 1939